# Loni Nest
Pour les articles homonymes, voir Nest.
Eleonore "Loni" Nest, née le 4 août 1915 à Berlin (Empire allemand) et morte le 2 octobre 1990 à Nice (France), est une actrice allemande.
Loni Nest, filmée pour la première fois à l'âge de quatre semaines, est une enfant star du cinéma muet allemand dans les années 1920. 

## Biographie
Après avoir joué dans plus de quarante films, Loni Nest met fin à sa carrière cinématographique en 1928 à l'âge de 13 ans. En 1933, elle joue dans un dernier film en France. Son sort après 1933 reste inconnu pendant plusieurs décennies, mais il est découvert qu'elle est morte à l'âge de 75 ans le 2 octobre 1990 dans la ville française de Nice.

## Nécrologie
En 2014, le site Forever Missed publie une nécrologie qui révélait apparemment que Nest était morte à Hawaï en 2014 à l'âge de 98 ans. Il décrivait également les détails de la vie de Nest après son départ d'Allemagne et son déménagement en Amérique. Divers sites Web, dont Internet Movie Database,  relayent rapidement ces informations. On a vite découvert, cependant, que l'heure et le lieu de sa mort ainsi que les détails de sa vie ultérieure étaient un canular. Selon le journal allemand Die Welt, l'historien du cinéma allemand Toni Schieck avait découvert des années auparavant que la sœur de Nest, Ursula, avait déménagé aux États-Unis et était décédée en Floride en 2007. Grâce à sa famille, Schieck découvre que Loni Nest s'était mariée et avait pris le nom de famille Arnault. Elle s'installe en France où elle décède à l'âge de 75 ans à Nice.

## Filmographie

### Au cinéma
- 1918 : Dida Ibsens Geschichte (de)
- 1919 : Opium
- 1919 : Die Ehe der Frau Mary
- 1919 : Harakiri
- 1920 : Kämpfende Gewalten oder Welt ohne Krieg
- 1920 : Der Reigen
- 1920 : Patience
- 1920 : Johannes Goth
- 1920 : Le Golem (Der Golem, wie er in die Welt kam)
- 1920 : Die Schuld der Lavinia Morland (de)
- 1920 : Das wandernde Bild
- 1921 : Violet
- 1921 : Mann über Bord
- 1921 : Ein Erpressertrick
- 1921 : La Découverte d'un secret (Schloß Vogelöd)
- 1921 : Die Minderjährige – Zu jung fürs Leben
- 1921 : Pariserinnen
- 1921 : Der Sträfling von Cayenne
- 1921 : Die Perle des Orients
- 1921 : Sturmflut des Lebens
- 1922 : Versunkene Welten
- 1922 : Nosferatu le vampire (Nosferatu – Eine Symphonie des Grauens)
- 1922 : Tabea, stehe auf!
- 1922 : Sterbende Völker   (2 parties)
- 1922 : Aus den Erinnerungen eines Frauenarztes   (2 parties)
- 1922 : Alleine im Urwald
- 1923 : Quarantäne
- 1923 : Ainsi sont les hommes  (en français : Caprice de femme, titre alternatif Le Petit Napoléon[réf. nécessaire] ; en allemand : Der kleine Napoleon, aussi So sind die Männer, avec Marlene Dietrich)
- 1923 : Tragödie der Liebe
- 1923 : Fräulein Raffke de Richard Eichberg
- 1923 : Schwarze Erde
- 1924 : Der Evangelimann de Holger-Madsen
- 1924 : Zwei Kinder
- 1924 : Mutter und Kind (de)
- 1925 : Liebesfeuer
- 1925 : Kinderfreuden   (court métrage)
- 1925 : Le Voyou  (Die Prinzessin und der Geiger)
- 1925 : La Rue sans joie (Die freudlose Gasse)
- 1925 : Aus der Jugendzeit klingt ein Lied
- 1928 : La Sainte et son fou (Die Heilige und ihr Narr) de William Dieterle
- 1928 : Die Geschichte einer kleinen Pariserin (La storia di una piccola Parigina)
- 1933 : L'Épervier (Der Falschspieler)